# Королева Марго (пьеса)
«Королева Марго» (фр. La reine Margot ) — историческая драма французского писателя Александра Дюма-отца, написанная им совместно с Огюстом Маке на основе одноимённого романа и впервые поставленная на сцене в 1847 году.

## Сюжет
Действие пьесы происходит во Франции в 1572—1575 годах, во время гугенотских войн. Двое молодых дворян, гугенот Ла Моль и католик Коконнас, приезжают в Париж накануне Варфоломеевской ночи. Во время резни Коконнас пытается убить Ла Моля, тот укрывается в спальне Маргариты, королевы Наваррской. Позже оба дворянина находят приют у герцогини Неверской, подруги Маргариты, и становятся друзьями; у Ла Моля начинается роман с королевой, у Коконнаса — с герцогиней.
Тем временем муж Маргариты Генрих Наваррский оказывается пленником Карла IX. Он решает притворяться католиком, а в подходящий момент бежать и начать войну. Пока Генрих приказывает своим сторонникам изображать верность брату Карла Франсуа, герцогу Алансонскому, замышляющему заговор. Королева-мать Екатерина пытается отравить Генриха с помощью пропитанной ядом книги, которая, однако, случайно попадает в руки Карла. Когда король чувствует первые симптомы отравления, Ла Моля и Коконнаса арестовывают по обвинению в наложении на него чар. Несмотря на попытки Маргариты спасти любимого, обоих казнят. Карл IX умирает, назначив Генриха регентом. Екатерина подсылает Генриху убийц, но вместо короля Наварры погибает де Муи, который кричит перед смертью: «Да здравствует король Генрих IV!».

## История текста
Пьеса была написана Александром Дюма совместно с Огюстом Маке — его соавтором по ряду романов, включая «Королеву Марго». Премьера состоялась 20 февраля 1847 года; это был первый спектакль в принадлежавшем Дюма Историческом театре. Спектакль продолжался девять часов и имел огромный успех благодаря кипевшим на сцене страстям и эффектным сценам Варфоломеевской ночи, пыток и казней. Литературоведы отмечают, что по сравнению с романом в пьесе меньше политики и больше мелодрамы. Авторы достаточно точно следовали романному сюжету, но при этом сталкивались с неизбежными трудностями, во многих случаях сокращали или вносили что-то новое.